# Jérémy Nzeulie
Jérémy Nzeulie (Choisy-le-Roi, Francia, 29 de septiembre de 1995) es un jugador de baloncesto francés con nacionalidad  camerunesa que pertenece a la plantilla del Orléans Loiret Basket de la Pro A, la primera categoría del baloncesto francés. Con 1,88 metros de estatura, juega en la posición de base y escolta.

## Trayectoria deportiva
Es un jugador formado en Nanterre 92 en el que debutó en el año 2008. Tras dos temporadas en Nantes, en 2011 es cedido al JSA Burdeos y tras acabar la temporada 2011-2012, vuelve al JSF Nanterre para realizar cuatro buenas temporadas en la PRO A, en las que gana la liga en 2013, la copa en 2014 y la EuroChallenge en 2015.
En verano de 2016, firma por el Élan Sportif Chalonnais de la LNB Pro A.
Tras dos temporadas en el Élan Sportif Chalonnais, en 2018 firma por el Strasbourg IG de la LNB Pro A, en el que jugaría durante tres temporadas.
En enero de 2021, firma por el Boulazac Basket Dordogne de la LNB Pro A.
El 25 de enero de 2022, firma por el Orléans Loiret Basket de la LNB Pro A, la primera categoría del baloncesto francés.